# Neoaleurotrachelus
Neoaleurotrachelus es un género de insectos hemípteros de la familia Aleyrodidae, subfamilia Aleyrodinae. El género fue descrito primero por  Takahashi & Mamet en 1952.

## Especies
La siguiente es la lista de especies pertenecientes a este género.
- Neoaleurotrachelus aphloiae Takahashi & Mamet, 1952
- Neoaleurotrachelus bertilloni (Cohic, 1966)
- Neoaleurotrachelus graberi (Cohic, 1968)
- Neoaleurotrachelus sudaniensis Gameel, 1968